# Simone Fasoli
Simone Fasoli (Lecco, 17 de abril de 2001) es un deportista italiano que compite en remo. Ganó una medalla de plata en el Campeonato Europeo de Remo de 2021, en la prueba de dos sin timonel ligero.

## Palmarés internacional
| Campeonato Europeo | Campeonato Europeo | Campeonato Europeo | Campeonato Europeo     |
| Año                | Lugar              | Medalla            | Prueba                 |
| ------------------ | ------------------ | ------------------ | ---------------------- |
| 2021               | Varese (Italia)    | Medalla de plata   | Dos sin timonel ligero |